# ルイス・バーンスタイン・ネイミア

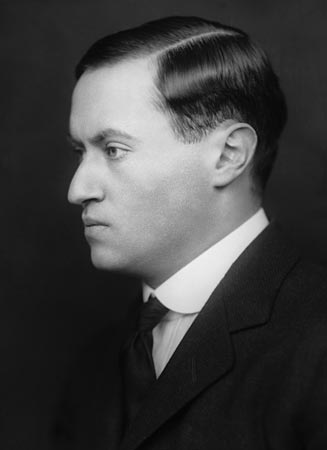
サー・ルイス・バーンスタイン・ネイミア、1915年

ルイス・バーンスタイン・ネイミア（Lewis Bernstein Namier, 1888年6月27日 - 1960年8月19日）は、オーストリア・ハンガリー（現在のポーランド）生まれの歴史家である。18世紀イギリスを中心に数多くの著作があり、なかでも18世紀イギリス議会政治の構造について後進の歴史家に大きな影響を与えた。

## 概要
ネイミアは19世紀末のオーストリア・ハンガリー帝国のガリツィア地方・ヴォラ・オクシェイスカ村 Wola Okrzejska（ルブリン県）に、裕福なユダヤ人の家にルドヴィク・ベルンシュタイン・ニェミロフスキ Ludwik Bernstein Niemirowski として生まれた。リヴィウ大学およびロンドン・スクール・オブ・エコノミクスに学び、ヴィルフレド・パレートに影響を受けた。1906年イギリスに移住し、1908年からオックスフォード大学のベイリオル・カレッジに学ぶ。第一次世界大戦に従軍後イギリス外務省に移り、ヴェルサイユ条約の会議においてイギリス代表団の一人として参加している。1931年以降マンチェスター大学の教授に迎えられ、歴史研究に専念するようになった。
ネイミアは特に18世紀後半のイギリス議会政治について多くの研究を残している。ネイミア以前は、ホイッグやトーリは近代的な政党と考えられてきた。ネイミアは下院議員ひとりひとりの行動・人間関係・発言などの検討を膨大に積み上げ、その研究によって現代的な政策集団としての政党ではなく、人間関係の結びつきなどが絡み合ったものにすぎないことが明らかにされた。
ネイミアの研究は徹底した実証研究に基づき、歴史の物語化に異議をとなえる。こうした研究立場は歴史修正主義の先駆とされ、いまなおネイミア史学として存在感を残している。

## 主な著作
- 都築忠七・飯倉章訳『1848年革命—ヨーロッパ・ナショナリズムの幕開け』、平凡社、1998年。ISBN 4-582-44707-4
- The Structure of Politics at the Accession of George III, Palgrave Macmillan, 1957. ISBN 0-333-06716-9
- Vanished Supremacies (Select Bibliographies Reprint Series; Vol. 1, Collected Essays of Sir Lewis Namier), Books for Libraries, 1977. ISBN 0-8369-5195-6
- Facing East Essays on Germany the Balkans and Russia in the 20th Century, Gannon Distributiong Co, 1947. ISBN 0-88307-217-3
- Crossroads of Power; Essays on Eighteenth-Century England (Essay Index Reprint Series), Ayer Co Pub, 1962. ISBN 0-8369-1690-5